# Colombier (Milvignes)
Colombier (toponimo francese) è una frazione di 5 547 abitanti del comune svizzero di Milvignes (Canton Neuchâtel).

## Geografia fisica
Colombier sorge sulle colline presso la sponda nordoccidentale del lago di Neuchâtel.

## Storia

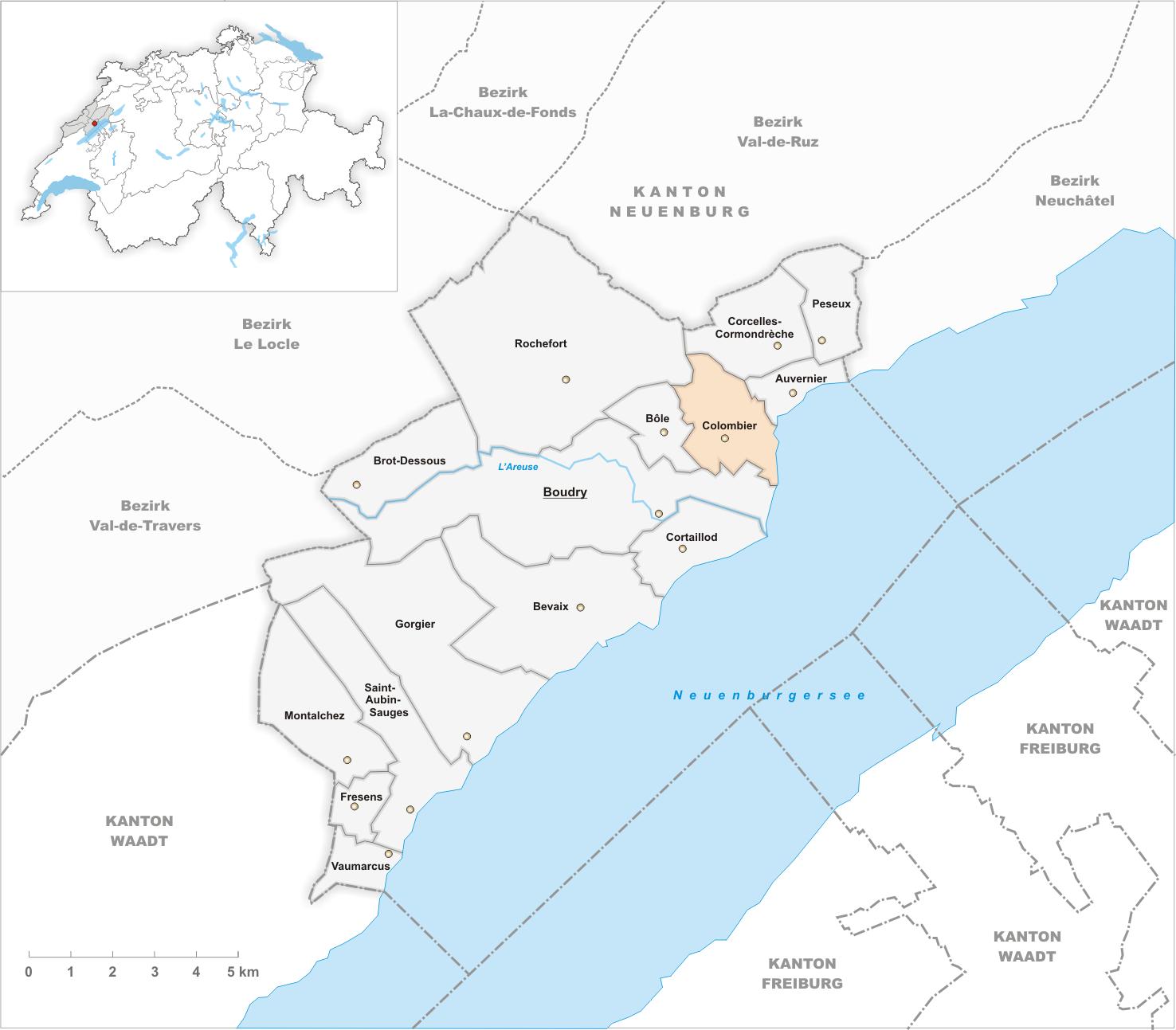
Il territorio del comune di Colombier prima degli accorpamenti comunali del 2013

Già comune autonomo che si estendeva per 4,52 km², in seguito all'esito favorevole del referendum del 27 novembre 2011 il 1º gennaio 2013 è stato aggregato agli altri comuni soppressi di Auvernier e Bôle per formare il nuovo comune di Milvignes, del quale Colombier è il capoluogo.

## Monumenti e luoghi d'interesse
- Chiesa parrocchiale riformata, attestata dal 1177[1];
- Chiesa parrocchiale cattolica, eretta nel 1884[1];
- Castello di Colombier, costruito nell'XI-XII secolo e ampliato nel XIII e nel XVI secolo[1].

## Società

### Evoluzione demografica
L'evoluzione demografica è riportata nella seguente tabella:
Abitanti censiti

## Economia
Colombier è un paese prevalentemente residenziale.

## Infrastrutture e trasporti
Colombier è servito dalla strada principale 5, dalla stazione ferroviaria omonima sulla ferrovia Losanna-Olten e dalla rete tranviaria di Neuchâtel.